# Palais Toerring-Jettenbach

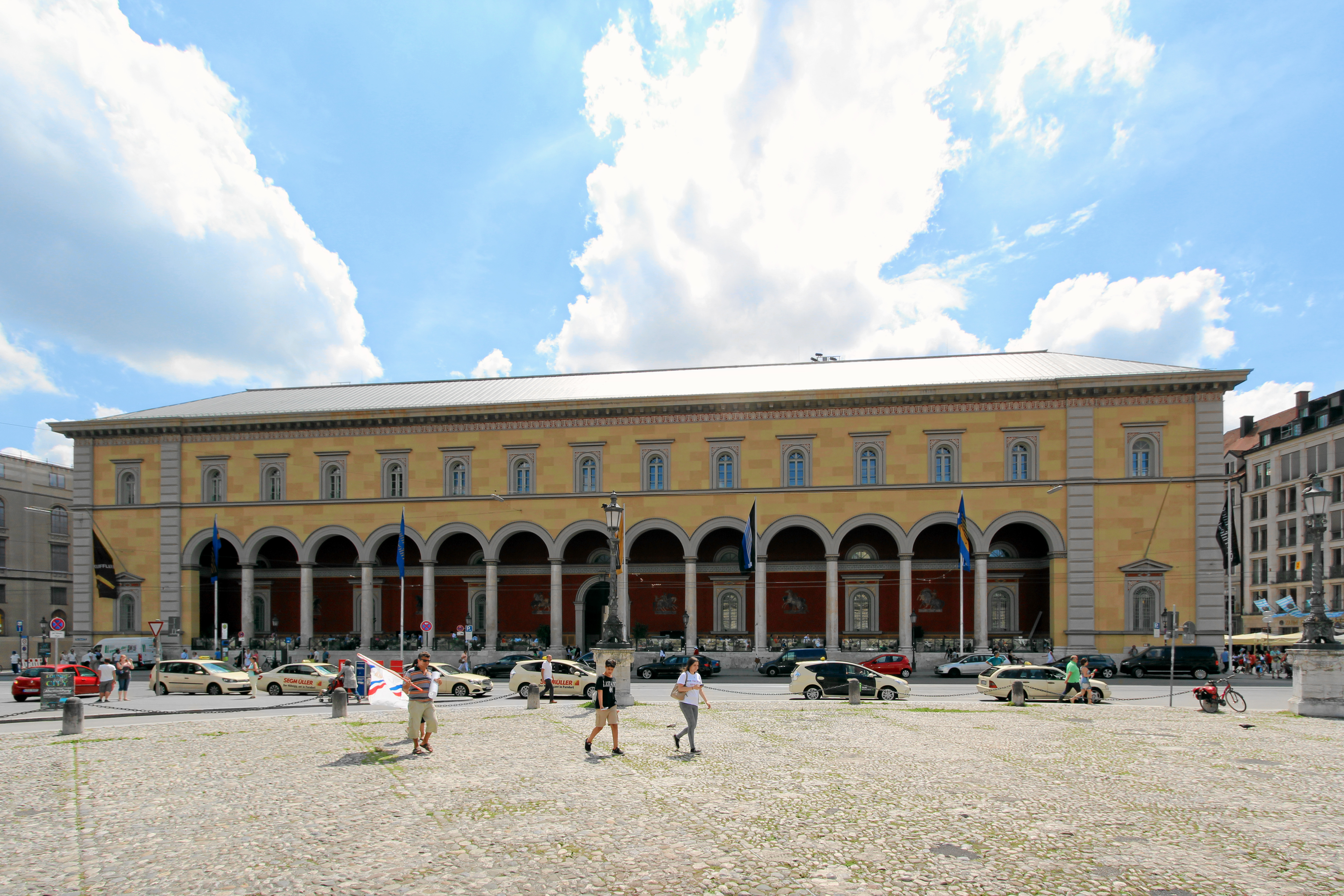
Das Palais Toerring-Jettenbach am Max-Joseph-Platz

Das Palais Toerring-Jettenbach ist ein ehemaliges Adelspalais in der Altstadt von München. Es wird auch als ehemalige Haupt- bzw. Residenzpost bezeichnet. Von dem Gebäude ist nur der klassizistische Nordflügel erhalten, den Leo von Klenze ab 1825 nach dem Vorbild des Findelhauses in Florenz hinzufügte. Der barocke Westflügel des eigentlichen Palais, das Ignaz Anton Gunetzrhainer ab 1747 errichtete, wurde 1944 beschädigt und danach abgerissen. Mit seiner geschwungenen Prunkstiege und reichen Ausstattung von Johann Baptist Straub galt es als bedeutendste Münchner Rokoko-Schöpfung nach dem ebenfalls verlorenen Palais Piosasque de Non.

## Geschichte

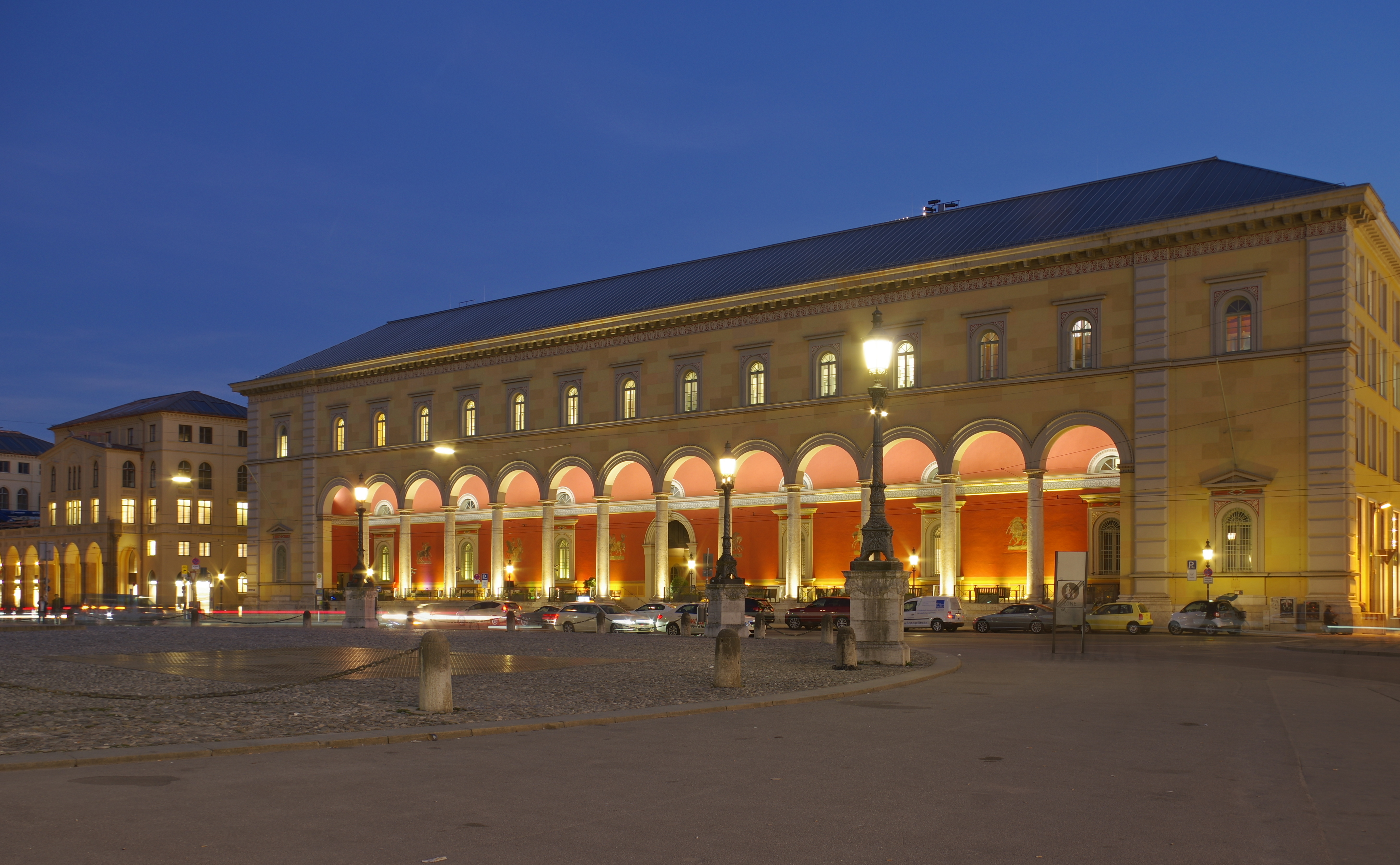
Die ehemalige Haupt- bzw. Residenzpost bei Nacht

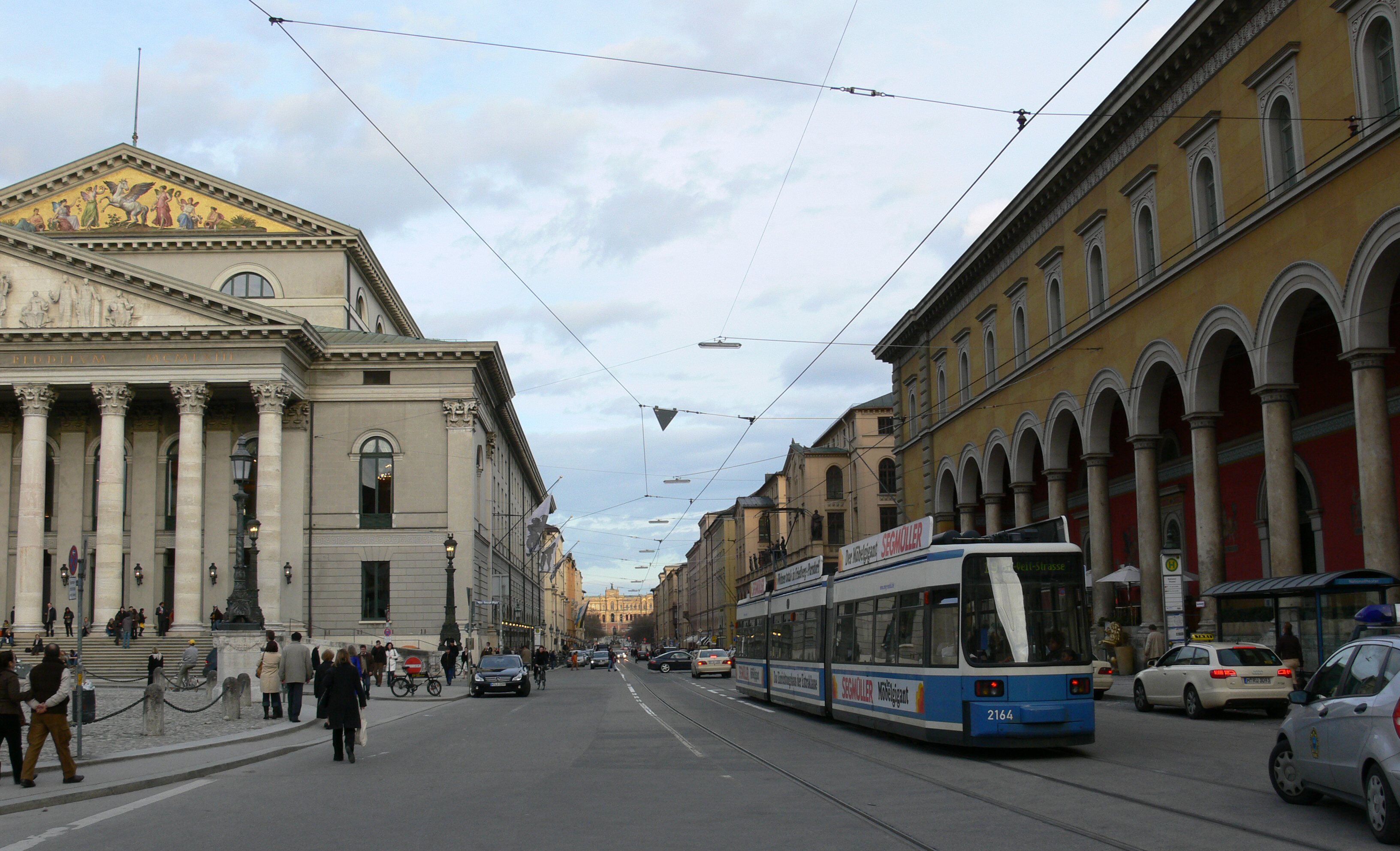
Die Säulenhalle des Palais Toerring-Jettenbach (rechts) gegenüber der Bayerischen Staatsoper (links)

Das ursprüngliche Rokokopalais entstand nach Planungen ab 1734 zwischen 1747 und 1754 durch Ignaz Anton Gunetzrhainer für den Diplomaten, Minister und Feldmarschall Ignaz Felix Graf von Törring-Jettenbach. Die Pläne stammten vor allem von den Wiener Hofarchitekten Johann Lucas von Hildebrandt und Joseph Emanuel Fischer von Erlach. Es handelte sich um den anspruchsvollsten Münchner Adelspalast im 18. Jahrhundert, und das Bauprojekt gehörte in den Kontext der repräsentativen Aufwertung der Residenzstadt München im Umfeld der Kaiserpläne Kurfürst Karl Albrechts von Bayern. Die ursprüngliche Schau- und Eingangsseite war die nicht erhaltene dreigeschossige Westfassade an der Residenzstraße mit ihrem Mittelrisalit. Die heute zerstörte Innenausstattung des vierflügeligen Palais mit mehreren Innenhöfen gestaltete Gunetzrhainers Bruder Johann Baptist und die Stuckarbeiten besorgte Johann Baptist Zimmermann. Das originelle Treppenhaus wurde erst nach 1763 vollendet.

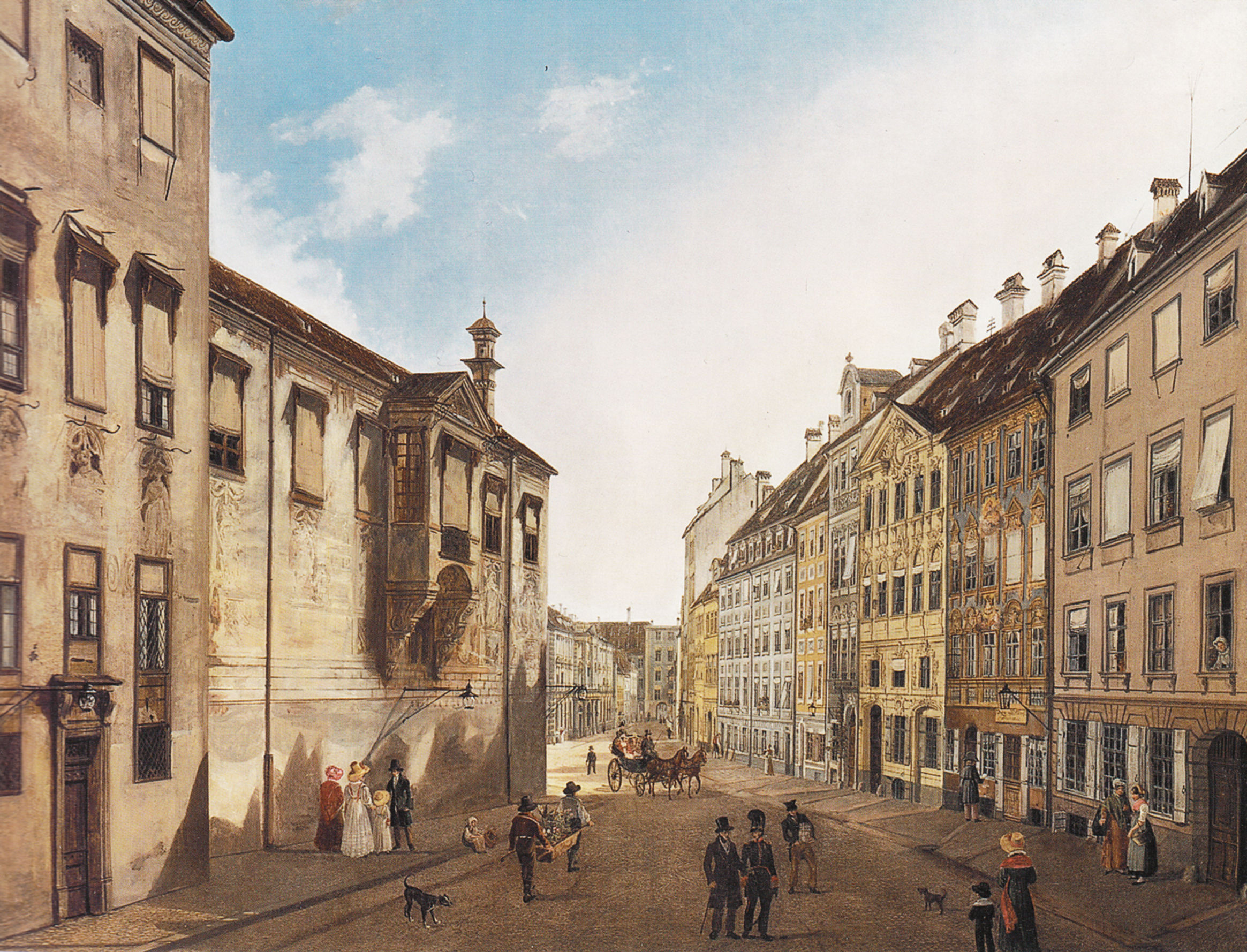
Domenico Quaglio: Die Residenzstraße mit Fernsicht auf die barocke Westfassade des Palais Toerring-Jettenbach am Max-Joseph-Platz im Jahr 1826

Ab 1825 entstand nördlich gegenüber der Königsbau der Residenz nach Vorbild florentinischer Renaissancepaläste. Die Nordfassade des Palais war bis dahin schmucklos geblieben, da sie an das Franziskanerkloster angrenzte. Das Kloster wurde zu jener Zeit abgerissen, wodurch der heutige Max-Joseph-Platz entstand. Leo von Klenze blendete der nun freistehenden Nordfassade eine florentinische Säulenhalle vor, das Palais selbst wurde 1836–1839 zur Haupt- bzw. Residenzpost umgewidmet. Vorbild für die Säulenhalle war das Findelhaus in Florenz. Die Fresken von Rossebändigern in der Säulenhalle stammen von Johann Georg Hiltensperger. Friedrich Bürklein errichtete 1858–1860 im Zuge des Baus der Maximilianstraße den östlichen Trakt am Hofgraben, dessen Fassaden erhalten blieben. 
Im Zweiten Weltkrieg wurde das Palais schwer getroffen und die barocken Bauteile weitgehend vernichtet. Die Westfassade wurde nicht wiederhergestellt, stattdessen wurde sie modern mit Bullaugenfenstern wiedererrichtet, wobei das barocke Portal nach innen vor die Schalterhalle verlegt wurde. 
Nach dem Auszug der Post wurden 2009 alle nicht denkmalgeschützten Teile des Gebäudes abgerissen, während der vollständig erhaltene Arkadengang Klenzes in einen Neubau einbezogen wurde. Auch die ebenfalls erhaltene Ostfassade am Hofgraben wurde nur leicht verändert. Über den Arkaden blieb der ehemalige Fernmeldesaal, bei seiner Eröffnung 1954 der größte in ganz Deutschland, als Opernsaal erhalten; eine Struktur, die baulich noch auf Klenze zurückgeht. Das aus dem 18. Jahrhundert stammende ehemalige Portal zur Residenzstraße wurde wiederum verlegt, nun an die Ostseite des neu entstandenen Innenhofs. An der Westfassade entstanden nach Diskussionen schließlich französische Balkone. Ursprüngliche Pläne sahen eine Nutzung des Gebäudes als Luxushotel vor, einen Bauvorbescheid gab es jedoch sowohl für die Hotel- als auch für eine Bürovariante. Schließlich erfolgte unter dem Marketingnamen „Palais an der Oper“ der Umbau zu einem weiteren Luxusquartier an der Maximilianstraße mit Ladengeschäften, Gaststätten und Büroräumen. Das Unternehmen Louis Vuitton eröffnete im Erdgeschoss eine Modeboutique (Louis Vuitton München Residenzpost). Im Gebäude befindet sich ebenfalls ein Anbieter von exklusiven, komplett ausgestatteten Büros. Die Mietwohnungen gehören zu den teuersten der Stadt. In den Arkaden befindet sich wieder ein Café.
Das Gebäude steht unter Denkmalschutz der Landeshauptstadt München.

## Pandora Papers
Die Eigentumsverhältnisse waren lange unklar. Laut Grundbuch gehört das Palais der Frankfurter Firma Opera Real Estate GmbH & Co. KG. Diese erwarb die Immobilie 2012 für 313 Millionen. Die Opera Real Estate GmbH & Co. KG gehört über mehrere luxemburgische Gesellschaften einer Firma auf den Britischen Jungferninseln. Die Pandora Papers zeigten, dass am Ende einer Kette von 6 Firmen die Briefkastenfirma Melody Consolidated Ltd stand. Diese gehörte dem russischen Geschäftsmann Ruslan Jewgenjewitsch Goryukhin.